# Tilty Abbey
Tilty Abbey (Tilteia) ist eine ehemalige Zisterzienserabtei rund 5 km nordwestlich von Great Dunmow in Essex in England und rund 200 m nördlich der Pfarrkirche von Tilty, an einem Zufluss des Flusses Chelmer.

## Geschichte
Das Kloster wurde im Jahr 1153 von Maurice fitz Geoffrey als Tochterkloster von Warden Abbey, dem zweiten Tochterkloster von Rievaulx Abbey, aus der Filiation der Primarabtei Clairvaux gestiftet. Die Klostergebäude sollen unter dem zweiten Abt Simon (ca. 1188 bis 1214) errichtet worden sein. 1215 wurde die Abtei durch Truppen des Königs Johann Ohneland belagert; der anschließende Wiederaufbau soll fünf Jahre gedauert haben. Das Kloster war im Wollhandel nach Italien involviert. 1536 wurde es eingezogen und an die Familie der Marchioness von Dorset und Medeley übergeben. 1590 erhielt die Familie Maynard das Kloster, die es abbrechen ließ. Nunmehr gehört die Anlage der Familie Waring.

## Bauten und Anlage
Die Pfarrkirche bezieht die frühere Pfortenkapelle aus dem 13. Jahrhundert und deren Chor aus dem 14. Jahrhundert ein. Auf der Südseite befindet sich eine Messingtafel für den Abt de Takeley aus dem Jahr 1475. Von der Klosteranlage sind noch Teile der Ostwand des Westbaus sichtbar. Die übrigen Teile des Klosters sind nicht über die Höhe des Bodens hinaus erhalten. Die gerade geschlossene, kreuzförmige Kirche entsprach mit ihrem siebenjochigen Mittelschiff und dem neunjochigen Kapitelsaal dem üblichen Schema von Zisterzienserklöstern, jedoch lag die Klausur im Norden der Kirche.